# Angelo Buratti
Angelo Buratti (Motta Visconti, 4 luglio 1932 – San Benedetto del Tronto, 25 febbraio 2017) è stato un allenatore di calcio e calciatore italiano, di ruolo centrocampista.

## Carriera
Dopo aver militato in Serie C con Pavia e Toma Maglie, debuttò in Serie B nel 1954 con l'Alessandria, in prestito dall'Inter, disputando 18 gare. Nel 1955 passò al Brescia per una stagione, dove realizzò 3 reti in 17 incontri.
Dopo un'ulteriore stagione in prestito, al Brescia, si trasferì alla Sambenedettese, con cui giocò per altri sette anni nella serie cadetta totalizzando 214 presenze e 31 gol, prima della retrocessione dei marchigiani in Serie C avvenuta nel 1963. In terza serie, sempre con la Samb, disputò la sua ultima stagione con 24 presenze e 4 reti realizzate.